# Westheim (Aurach)
Westheim ist ein Gemeindeteil der Gemeinde Aurach im Landkreis Ansbach (Mittelfranken, Bayern). Westheim liegt in der Gemarkung Weinberg. Die Gemeindeteile Westheim / Windshofen  haben zusammen 160 Einwohner (Stand 31. Dezember 2011).

## Geografie
Das Dorf liegt am Seitzenbronner Bach, einem rechten Zufluss der Wieseth. Es bildet eine geschlossene Siedlung mit dem im Osten gelegenen Windshofen und dem im Norden gelegenen Gindelbach. Die Orte sind von Grünland mit einzelnem Baumbestand und Ackerfläche umgeben. 0,5 km weiter südlich befindet sich der Mörnsheimer Wald, 1 km westlich erhebt sich der Hafnerberg (505 m ü. NHN). Die Kreisstraße AN 36 führt nach Windshofen (0,5 km östlich) bzw. nach Gindelbach (0,4 km nördlich). Eine Gemeindeverbindungsstraße führt nach Vorderbreitenthann zur Staatsstraße 1066 (2,3 km südwestlich).

## Geschichte
Westheim wurde erstmals in einer Urkunde aus dem Jahr 899 erwähnt, in der bestätigt wird, dass Kaiser Arnulf mit dem Eichstätter Fürstbischof Erchanbald u. a. auch in Westheim Güter austauschte. Im Jahr 1511 verkauften die Herren von Mörnsheim ihren Anteil (2 Höfe und 3 Güter) an den Eichstätter Fürstbischof Gabriel von Eyb. Grundherren waren nun neben dem Hochstift Eichstätt (Kastenamt Herrieden) noch das Markgräfliche Stiftsamt Feuchtwangen und die Herren von Wollmershausen zu Amlishagen (ein Anwesen).
Westheim lag im Fraischbezirk des ansbachischen Oberamtes Feuchtwangen. 1732 bestand der Ort aus 6 Anwesen. Die Dorf- und Gemeindeherrschaft hatte das eichstättische Kastenamt Herrieden. Grundherren waren das Kastenamt Herrieden (3 Höfe, 2 Gütlein) und das Kastenamt Colmberg (1 Gütlein). An diesen Verhältnissen änderte sich bis zum Ende des Alten Reichs nichts. Von 1797 bis 1808 unterstand der Ort dem Justiz- und Kammeramt Feuchtwangen.
Mit dem Gemeindeedikt (frühes 19. Jahrhundert) wurde Westheim dem Steuerdistrikt und der Ruralgemeinde Weinberg zugeordnet. Im Zuge der Gebietsreform in Bayern wurde Westheim am 1. Mai 1978 nach Aurach eingemeindet.

### Einwohnerentwicklung
| Jahr      | 001818 | 001840 | 001861 | 001871 | 001885 | 001900 | 001925 | 001950 | 001961 | 001970 | 001987 |
| Einwohner | 37     | 68     | 68     | 76     | 60     | 63     | 62     | 69     | 55     | 63     | 68     |
| Häuser    | 9      | 10     |        |        | 12     | 11     | 13     | 11     | 13     |        | 16     |
| Quelle    | [ 12 ] | [ 13 ] | [ 14 ] | [ 15 ] | [ 16 ] | [ 17 ] | [ 18 ] | [ 19 ] | [ 20 ] | [ 21 ] | [ 1 ]  |

## Religion
Der Ort ist römisch-katholisch geprägt und bis heute nach St. Peter und Paul (Aurach) gepfarrt. Die Einwohner evangelisch-lutherischer Konfession sind nach Feuchtwangen gepfarrt.